# 미도스지

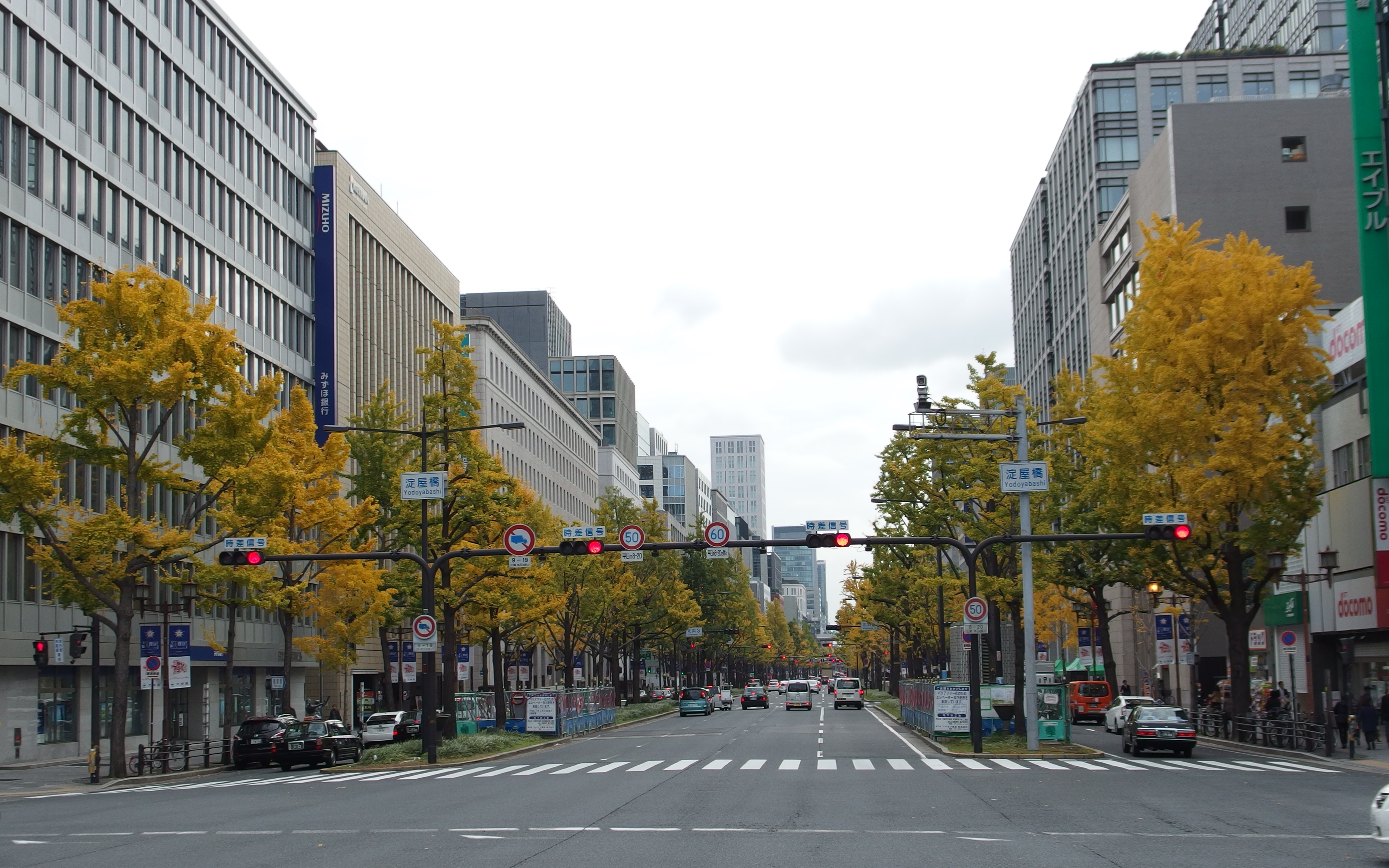
가을의 미도스지

미도스지(일본어: 御堂筋)는 일본 오사카부 오사카시 중심부를 남북으로 종단하는 국도이다. 북쪽에서 남쪽으로 우메다, 신사이바시, 도톤보리, 아메무라, 난바를 차례로 통과하는, 현대 오사카 시 남북 간선의 기축이다. 도로의 지하에는 오사카 시영 지하철 미도스지 선이 지나간다. 미도스지는 오사카부에서 땅값이 가장 비싼 지역이자 일본 전국에서 도쿄도의 긴자에 이어 두 번째로 비싼 곳이다. 이러한 입지로 인해 각종 명품 매장들이 미도스지에 많이 밀집되어 있다. 